# 私立星城學院星璃寮
《私立星城學院星璃寮》是創作的日本四格漫畫作品。于2014年9月27日發售的《月刊Comic Alive》2014年11月號中的一個四格漫畫欄目《COMIC CUNE》開始連載。ComicWalker網站也發表該漫畫。單行本於2015年9月26日發售。

## 故事
該作品主要敘述就讀全住宿制的名門女子學校的朝日奈蓮不擅長應對男人。初次住宿生活的室友是學園王子霧島楓。在少女的花園內開始心跳的校園喜劇。

## 登場人物
朝日奈蓮
高中一年級女學生。不擅長應對男人。
霧島楓
高中二年級男學生。副宿舍長。學園王子。
貴船司
高中三年級學生。宿舍長。
深海守
高中三年級學生。副宿舍長。與司同住。
雨宮真
高中一年級學生。蓮的兒時玩伴。

## 出版書籍
| 卷數 | KADOKAWA      | KADOKAWA               |
| 卷數 | 發售日期      | ISBN                   |
| ---- | ------------- | ---------------------- |
| 1    | 2015年9月26日 | ISBN 978-4-04-067799-6 |

## 外部連結
- 私立星城學院星璃寮在COMIC CUNE的專頁 （页面存档备份，存于）（日語）
- 《私立星城學院星璃寮》的ComicWalker專頁